# Meat Loaf
Meat Loaf, nom artístic de Michael Lee Aday, nascut com Marvin Lee Aday (Dallas, Texas, 27 de setembre de 1947 - Nashville, Tennessee, 20 de gener de 2022), fou un actor i cantant de rock estatunidenc. També sota el nom de Meat Loaf es coneixia la banda que liderava i de la qual era vocalista. Era conegut pel seu paper d'Eddie al musical The Rocky Horror Show i la pel·lícula The Rocky Horror Picture Show i seu àlbum Bat out of Hell i per moltes cançons pertanyents a bandes sonores de pel·lícules. L'àlbum Bat out of Hell va vendre més de 43 milions de còpies arreu del món.

## Biografia
Meat Loaf era el primer fill de Orvis Wesley Aday, policia, i de Wilma Artie Hukel. Aday era alcohòlic i passava un temps important en rutes de diversos dies als bars. Meat Loaf i la seva mare regiraven els bars de Dallas buscant Orvis per a portar-lo a casa. A causa d'aquesta situació familiar, Meat Loaf ha estat en gran part educat per la seva àvia.
Encara que existeixen diverses explicacions al seu nom d'escena, segons el lloc web oficial de l'artista, aquest nom de «Meat» (carn, en anglès) li hauria posat el seu pare quan tenia dos anys. Els seus companys d'escola després l'haurien transformat en «Meat Loaf» (pastís de carn, en anglès), respectant així les seves inicials oficials, M.L.
El seu nom d'escena vindria d'un professor d'esport de l'escola on anava Marvin: quan ell pesava 120 quilos hauria trepitjat el peu del seu professor. Aquest últim li hauria cridat: «Surt del meu peu espècie de meatloaf, m'espatllaràs!»

### La seva primera carrera musical
A Los Angeles, forma el seu primer grup de música, el Meat Loaf Soul. Durant el primer enregistrament, la seva potència vocal és immediatament observada i se li ofereixen tres contractes, que declina. Meat Loaf Soul comença una sèrie de primeres parts, com una amb Van Morrison, a la California State University, a Northridge (Los Angeles), amb Renaissance, Taj Mahal i Janis Joplin. El grup canvia diverses vegades de guitarrista principal, canviant de nom cada cop (Popcorn Blizard, Floating Circus). Com a Floating Circus, fan la primera part de The Who, The Stooges, Grateful Dead i The Grease Band. El seu èxit regional els porta a gravar un primer single, «Once Upon a Time», amb el títol «Hello» a la cara B.

### Hair
Després de la separació de Floating Circus, Meat Loaf fa un cert nombre de «petites feines», com ara guardaespatlles. Sense treball estable, fent d'ajudant de gerència de parking coneix per casualitat una persona que l'incita a passar una audició per a la comèdia musical Hair. Meat Loaf és contractat per a l'espectacle a Los Angeles i continua en una roda de sis mesos a Detroit (Michigan).
Gràcies a la publicitat feta per Hair, Meat Loaf és convidat a gravar per a la Motown. Li suggereixen un duo amb Stoney Murphy, que accepta. L'àlbum, titulat Stoney & Meatloaf (Meatloaf apareix com una paraula), és acabat el maig de 1971 i tret el mes de setembre del mateix any. Per assegurar la promoció, Meat Loaf i Stoney marxen roda amb Jake Wade and the Soul Searchers, Bob Seger, i Alice Cooper. Després de la gira, Meat Loaf s'uneix a la tropa de Hair a Broadway. Contracta llavors un agent, i audiciona per a la producció de More than you deserve. En el transcurs d'aquesta audició troba un dels seus principals col·laboradors en la persona de Jim Steinman.

### The Rocky Horror Picture Show
Durant l'hivern de 1975, tornant d'una sessió de treball de la producció Rainbow in New York a Washington DC, Meat Loaf rep una trucada demanant-li participar en l'espectacle The Rocky Horror Show en el qual faria els papers d' Eddie i del Dr. Scott. L'èxit de l'espectacle porta al rodatge del film The Rocky Horror Picture Show al qual Meat Loaf només fa el paper d'Eddie. La cançó «Hot Patootie» que interpreta al film de vegades forma part dels seus espectacles en viu. A la mateixa època, Meat Loaf i Jim Steinman comencen a treballar a l'àlbum Bat out of Hell. Meat Loaf convenç Epic Records de rodar quatre videoclips, «Bat out of Hell», «Paradise by the Dashboard Light», «You Took the Words Right Out of My Mouth» i «Two Out of Three Ain't Bad». Lou Adler, el productor del The Rocky Horror Picture Show, utilitza «Paradise» als crèdits de la pel·lícula.

### Col·laboració amb Ted Nugent
Meat Loaf va ser convidat a unir-se a la banda del guitarrista Ted Nugent, però va declinar la proposta amb l'esperança que l'àlbum "Bat out of Hell" trobaria una discogràfica per llançar-lo. Tot i així, any abans que Bat out of Hell li aportés l'èxit internacional, el productor Tom Werman va portar-lo a la banda per cantar a l'àlbum Free-for-All. Se li va pagar la suma de 1.000 dòlars per les seves contribucions a l'àlbum, que incloïen l'elaboració dels seus arranjaments vocals i dos dies de sessions de gravació. En una entrevista de 2010 va explicar que després d'acceptar fer l'àlbum li van enviar un full amb les lletres que contenia només les paraules sense arranjaments. No tenint ni idea de com sonarien les cançons, no obstant això, va crear els arranjaments vocals de les cançons que va gravar i interpretar.
Més tard, Nugent diria a Free Press que Meat Loaf havia estat un intèrpret galvanitzador als clubs de Detroit, referint-s'hi com "aquest gran home que embogeix a l'escenari".

### Steinman, i la trilogiaBat out of Hell
La col·laboració de Meat Loaf amb l'autor compositor Jim Steinman, és un pas decisiu a la carrera del cantant.
L'any 1973 Jim Steinman coescriu una comèdia musical, More Than You Deserve (1973). És en ocasió de la posada en escena que coneix Meat Loaf i comença a col·laborar amb ell.« More Than You Deserve » més tard formara part de l'àlbum Dead Ringer. De 1975 a 1977, Steinman treballa en una altra comèdia musical, Neverland, basada en el llibre de J. M. Barrie: Peter Pan. Preparant l'espectacle que comença a girar amb tres cançons, esdevindrà el més gran èxit de Meat Loaf. Es tracta de "Bat out of Hell", "Heaven Can Wait" i "All Revved Up with No Place to Go". Els dos artistes tenen. Aleshores problemes per trobar una casa de discos. Durant més de dos anys els dos homes passen moltes audicions. La durada de les cançons, a l'època 20 minuts per a "Bat out of Hell" no són potser pas estranyes a aquestes dificultats. L'àlbum acabarà per sortir l'octubre de 1977 i vendrà més de 40 milions d'exemplars.
Després d'una sèrie de disputes legals i financeres durant els anys 80, els dos artistes reprenen la seva col·laboració l'any 1990. L'any 1993, surt Bat out of Hell II: Back into Hell. Jim Steinman és autor/compositor de la totalitat de l'àlbum que produeix i arranja amb l'ajuda de Steven Rinkoff. La cançó «I'd Do Anything for Love (But I Won't Do That)» amb l'excel·lent Mrs Loud serà al seu torn un èxit mundial.
Des de 2003, Meat Loaf anuncia la recuperació de la seva col·laboració amb Jim Steinman. El contracte legal entre ells trigarà més d'un any a posar-se en marxa i no satisfarà ni l'un, ni l'altre. L'any 2006, els dos artistes van fins a atacar-se mútuament per a la propietat del nom «Bat out of Hell». L'acord final permetrà als dos la utilització. No obstant això, i per a raons fosques, els dos artistes no treballaran junts en la producció de Bat III, que és assegurat per Desmond Child.
Finalment, l'àlbum Bat out of Hell III: The Monster Is Loose conté set cançons de Jim Steinman, però cap no és inèdita. El seu enregistrament serà difícil i llarg, però també un mal record per a Meat Loaf. Bat 3 s'estrena l'octubre de 2006.
Tornat com a productor el mes de juny de 2009, Meat Loaf treu Hang Cool Teddy Bear l'abril de 2010. Aquest àlbum és produït per Rob Cavallo i moltes personalitats hi contribueixen, com Brian May i Hugh Laurie. Patti Russo, la seva corista principal de 1993 a 2006 forma novament part de l'equip.

## Filmografia

### Cinema
- 1962: State Fair: El noi (no surt als crèdits)
- 1975: The Rocky Horror Picture Show: Eddie
- 1979: Americathon: Roy Budnitz
- 1979: Deixalles valuoses (Scavenger Hunt): Scum
- 1980: Roadie: Travis W. Redfish
- 1986: Out of Bounds de Richard Tuggle: Gil
- 1987: Sota pressió (The Squeeze): Titus
- 1991: Motorama: Vern
- 1992: Dos bojos amb sort (Wayne's World): Tiny
- 1992: The Gun in Betty Lou's Handbag: Lawrence
- 1992: Leap of Faith: Hoover
- 1997:  Spiceworld: La pel·lícula (Spiceworld): Dennis
- 1992: Gunshy: Lew Collins
- 1992: Un món a la seva mida (The Mighty): Iggy
- 1992: Alt risc (Black Dog): Red
- 1992: Als afores d'Ozona (Outside Ozona): Floyd Bibbs
- 1999: Bojos a Alabama (Crazy in Alabama): El xèrif John Doggett
- 1999: Fight Club: Robert 'Bob' Paulsen
- 2001: Face to Face: El xofer
- 2001: Rustin: L'entrenador Trellingsby
- 2001: Focus: Fred
- 2001: The 51st State: El llargandaix
- 2002: El mar de Salton (The Salton Sea): Bo
- 2002: Wishcraft: L'inspector Sparky Shaw
- 2003: Learning Curves: Timmons
- 2004: A Hole in One: Billy
- 2005: Extreme Dating: Marshall Jackson
- 2005: BloodRayne: Leonid
- 2006: The Pleasure Drivers: Dale
- 2006: Tenacious D in The Pick of Destiny': El pare de JB
- 2010: Burning Bright: Howie
- 2010: Beautiful Boy: Gestor del motel
- 2014: Stage Fright: Roger McCall
- 2014: Wishin' and Hopin': Sr. Muldoon

### Televisió

#### Sèries
- 1985: L'equalitzador (The Equalizer): Sugar Fly Simon (temporada 1 episodi 10)
- 1992: Tales from the Crypt: Chumley (temporada 4 episodi 6)
- 1997: Nash Bridges: Charlie Pep (temporada 2 episodi 22)
- 2002: John Doe: Digger (episodi pilot)
- 2006: Masters of Horror: Jake Feldman (temporada 2 episodi 6)
- 2009: Monk: El reverend Hadley Jorgensen (temporada 8 episodi 7)
- 2009: House, MD: Eddie (temporada 5 episodi 20)
- 2010: Glee: Barry Jeffries (temporada 2 episodi 5)
- 2012: Fairly Legal: Charlie DeKay (temporada 2 episodi 9 "Kiss Me, Kate")
- 2015: Elementary: Productor Hermann Wolf (temporada 5 episodi 17)
- 2017: Ghost Wars: Doug Rennie

#### Telefilms
- 2000: Blacktop: Jack
- 2001: The Ballad of Lucy Whipple : Amos
- 2009: Citizen Jane: El detectiu Morris

## Discografia
- Bat out of Hell (1977)
- Dead Ringer (1981)
- Midnight at the Lost and Found (1983)
- Bad Attitude (1984)
- Blind Before I Stop (1986)
- Bat out of Hell II: Back Into Hell (1993)
- Welcome to the Neighbourhood (1995)
- The very best of Meat Loaf (1998)
- Couldn't Have Said It Better (2003)
- Bat out of Hell III: The Monster Is Loose (2006)
- Hang Cool Teddy Bear (2010)
- Hell in a Handbasket (2011)
- Braver Than We Are (2016)